# 가미키 레이
가미키 레이(일본어: 神木 麗, 1999년 12월 20일~)은 일본의 AV 여배우이다. 2022년 9월, 《월간 FANZA》가 발표한 “이 AV 여배우가 대단하다! 2022 여름” 신인편 1위를 차지했다.